# Элгорт, Артур
Артур Элгорт (англ. Arthur Elgort, род. 8 июня 1940 года, Нью-Йорк) — американский фотограф, наиболее известный своими снимками для журнала Vogue.

## Жизнь и карьера
Артур Эльгорт родился в 1940 году в Бруклине. Его родители София и Гарри Элгорт были из еврейских семей, иммигрировавших из Восточной Европы. Он вырос в Нью-Йорке. Он учился в школе Стуйвесант и после в колледже Хантер, где он изучал рисование. В настоящее время он живёт в Нью-Йорке со своей женой, которая работает продюсером, режиссёром, хореографом и драматургом. У него трое детей, его сын актёр Энсел Эльгорт.
Эльгорт начал свою карьеру, работая ассистентом по фотографии в Gosta" Gus " Peterson Дебют Эльгорта в 1971 году в британском Vogue вызвал сенсацию в мире модной фотографии, где его будущий культовый стиль «моментальный снимок» и акцент на движении и естественном свете высвободили идею модной фотографии.
В 2011 году Эльгорт получил премию Совета модельеров Америки.